# Площадь Свободы (Братислава)

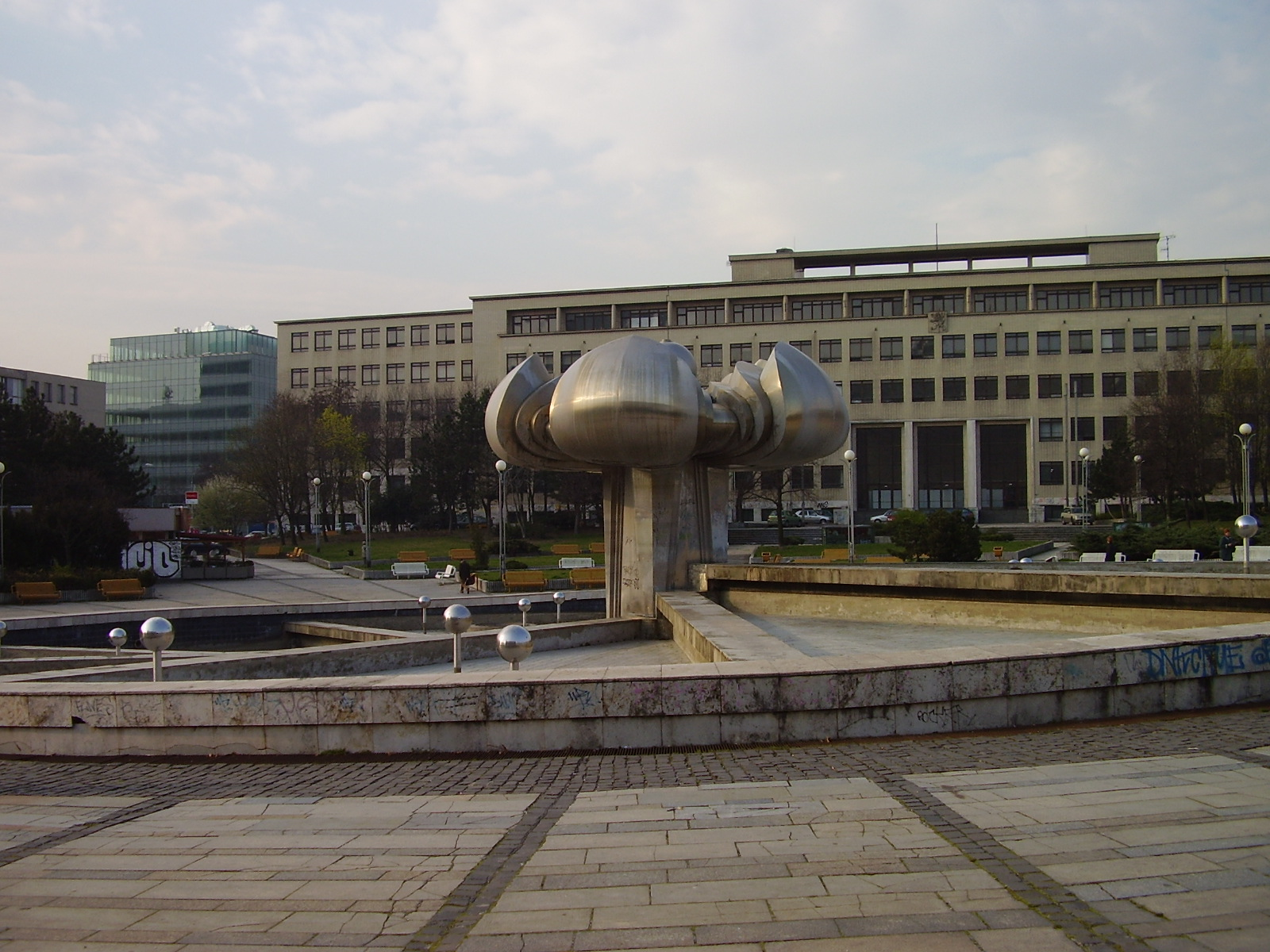
Фонтан «Дружба»

Площадь Свободы (словац. Námestie slobody) — одна из самых известных и больших площадей Братиславы в Словакии. Расположена в городском квартале Старый город.

## История
В средневековье, на месте нынешней площади Свободы, были виноградники. Площадь образовалась в XVII веке, когда здесь построили летний архиеписковский дворец, в котором в настоящее время размещается Правительство Словацкой республики. Позднее площадь стала представлять собой газон c аллеей. Аллея получила название Княжеской (по-нем. Fürstenallee — Фюрстеналлее, по-венг. Hercegfasor — Херцегфашор).
В годы социализма площадь носила имя первого президента Чехословакии Клемента Готвальда, памятник которому был установлен в одном из углов площади. В 40-50-х годах XX века здесь были построены здания Словацкого технического университета и Дворец почты, что придало площади замкнутый со всех сторон вид.
Начиная с 1980 года на площади находится самый большой в Братиславе фонтан «Дружба».
Площадь была переименована одной из первых в 1989 году.
Имеет размеры приблизительно 200 × 200 метров.

## Современность
В настоящее время площадь служит для проведения разовых концертов и акций, иногда используется как место демонстраций и забастовок.